# Osdorp

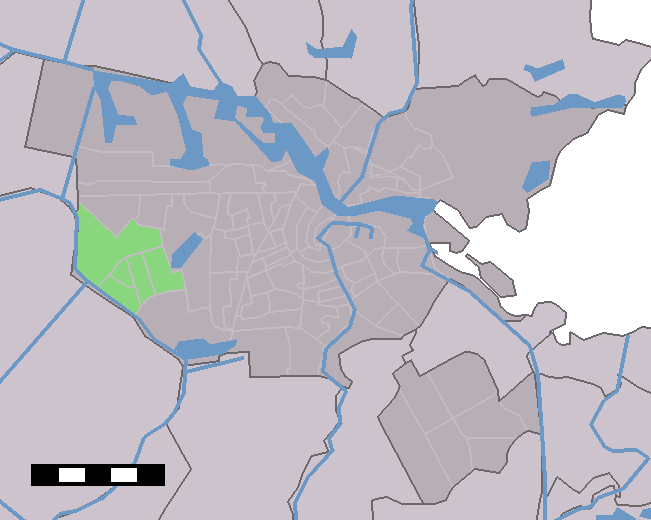
Läge i Amsterdams kommun.

Osdorp är en stadsdel i den nederländska huvudstaden Amsterdam. Stadsdelen hade 2003 totalt 43 639 invånare och en total area på 11,30 km².